# Film iraniani proposti per l'Oscar al miglior film straniero
A partire dal 1977 l'Iran ha cominciato a presentare film all'Academy of Motion Picture Arts and Sciences che lo rappresentassero all'Oscar come miglior film di lingua straniera. 
I premi conquistati da questi film sono due: nel 2012 con Una separazione e nel 2017
con Il cliente, entrambi lavori di Asghar Farhadi.
In totale sono tre le nomination ottenute da film iraniani.
| Anno | Film                                                            | Regia                           | Risultato     |
| ---- | --------------------------------------------------------------- | ------------------------------- | ------------- |
| 1977 | Dāyere-ye minā                                                  | Dariush Mehrjui                 | Non candidato |
| 1995 | Sotto gli ulivi (Zīr-e derakhtān-e zeytun)                      | Abbas Kiarostami                | Non candidato |
| 1996 | Il palloncino bianco (Bādkonak-e safēd)                         | Jafar Panahi                    | Non candidato |
| 1998 | Gabbeh                                                          | Mohsen Makhmalbaf               | Non candidato |
| 1999 | I ragazzi del paradiso (Bačče-hā-ye āsmān)                      | Majid Majidi                    | Candidato     |
| 2000 | I colori del paradiso (Rang-e Khodā)                            | Majid Majidi                    | Non candidato |
| 2001 | Il tempo dei cavalli ubriachi (Zamāni barāyi-e masti asb-hā)    | Bahman Ghobadi                  | Non candidato |
| 2002 | Bārān                                                           | Majid Majidi                    | Non candidato |
| 2003 | Man, Tarāneh, pānzdah sāl dāram                                 | Rasul Sadrameli                 | Non candidato |
| 2004 | Nafas-e 'amiq                                                   | Parviz Shahbazi                 | Non candidato |
| 2005 | Turtles Can Fly (Lākpošt-hā ham parvāz mi-konand)               | Bahman Ghobadi                  | Non candidato |
| 2006 | Kheyli dur, kheyli nazdik                                       | Reza Mirkarimi                  | Non candidato |
| 2007 | Kāfe trānzit                                                    | Kambuzia Partovi                | Non candidato |
| 2008 | Mīm mesl-e mādar                                                | Rasul Mollagholipour            | Non candidato |
| 2009 | The Song of Sparrows (Āvāz-e gonješk-hā)                        | Majid Majidi                    | Non candidato |
| 2010 | About Elly (Darbāre-ye Elly)                                    | Asghar Farhadi                  | Non candidato |
| 2011 | Bedrud Baghdād                                                  | Mehdi Naderi                    | Non candidato |
| 2012 | Una separazione (Jodāyi-e Nāder az Simin)                       | Asghar Farhadi                  | Vincitore     |
| 2014 | Il passato (Le Passé)                                           | Asghar Farhadi                  | Non candidato |
| 2015 | Emruz                                                           | Reza Mirkarimi                  | Non candidato |
| 2016 | Muḥammad: Rasūl Allāh                                           | Majid Majidi                    | Non candidato |
| 2017 | Il cliente (Forušande)                                          | Asghar Farhadi                  | Vincitore     |
| 2018 | Nafas                                                           | Narges Abyar                    | Non candidato |
| 2019 | Il dubbio - Un caso di coscienza (Bedun-e tārikh, bedun-e emzā) | Vahid Jalilvand                 | Non candidato |
| 2020 | Dar jostoju-ye Farideh                                          | Kourosh Ataee e Azadeh Moussavi | Non candidato |
| 2021 | Figli del sole (Khoršid)                                        | Majid Majidi                    | Short-list    |
| 2022 | Un eroe (Qahremān)                                              | Asghar Farhadi                  | Short-list    |
| 2023 | Jang-e jahāni-e sevvom                                          | Houman Seyyedi                  | Non candidato |
| 2024 | Negahbān-e šab                                                  | Reza Mirkarimi                  |               |

| Non candidato  | Il film è stato proposto dall'Iran, ma non è stato candidato dall'Academy of Motion Picture Arts and Sciences.             |
| Short-list     | Il film è entrato nella "short-list" stilata a gennaio dei nove candidati per l'Oscar al miglior film straniero            |
| Candidato      | Il film è entrato a far parte dei cinque candidati per l'Oscar al miglior film straniero.                                  |
| Vincitore      | Il film ha vinto l'Oscar al miglior film straniero.                                                                        |
| Oscar speciale | Il film ha vinto l'Oscar speciale assegnato tra il 1948 ed il 1956, periodo di tempo in cui non esisteva ancora il premio. |